# Scopely
Scopely, Inc es una empresa de entretenimiento interactivo y un desarrollador y editor de videojuegos para dispositivos móviles. La empresa tiene su sede en Culver City, California, con oficinas en Barcelona, España; canto rodado, colorado; Dublín, Irlanda; Londres, Inglaterra; Seúl, Corea; Sevilla, España; Shanghai, China; y Tokio, Japón.
Scopely tiene tanto estudios de desarrollo de juegos internos como socios con estudios de desarrollo externos para crear juegos gratuitos. Scopely también se asocia con propietarios de propiedad intelectual para crear videojuegos basados en marcas de entretenimiento populares.

## Historia
Scopely fue fundada en 2011 por Walter Driver, Ankur Bulsara, Eric Futoran y Eytan Elbaz. Anteriormente, Elbaz cofundó Applied Semantics, que fue adquirida por Google en 2003, y Bulsara fue desarrolladora de software en MySpace. En 2014, el exejecutivo de Disney Interactive y Electronic Arts, Javier Ferreira, se unió a Scopely. El exejecutivo de Disney Interactive, Tim O'Brien, se incorporó en 2014 como director de ingresos.
En agosto de 2015, Scopely ocupó el puesto número 9 en la Lista de las 5000 empresas de más rápido crecimiento en Estados Unidos de Inc. y el número 1 en Estados Unidos.
En octubre de 2017, la compañía anunció la apertura de un estudio en Barcelona.
En mayo de 2019, la empresa adquirió Digit Game Studios, con sede en Dublín, su colaborador en el juego de estrategia móvil Star Trek Fleet Command.
En junio de 2019, la compañía compartió que había superado los mil millones de dólares en ingresos de por vida.
En enero de 2020, la compañía compró FoxNext Games Los Ángeles y Cold Iron Studios de Disney por un monto no revelado. Scopely luego vendió Cold Iron Studios a Daybreak Game Company.
En abril de 2020, Scopely también adquirió PierPlay, un estudio detrás de Scrabble Go.
En octubre de 2021, Scopely adquirió la división de juegos en línea de Game Show Network de Sony en un acuerdo en efectivo y acciones de $1 mil millones. Como resultado, Sony Pictures adquirió una participación minoritaria en la empresa.

## Juegos
En enero de 2012, Scopely lanzó su primer juego móvil gratuito Dice with Buddies, seguido ese año por Jewels with Buddies y Bubble Galaxy with Buddies, que debutó como la aplicación gratuita número 1 en la App Store.
En abril de 2013, Scopely lanzó Mini Golf MatchUp , un juego de cabeza a cabeza desarrollado con el estudio Rocket Jump con sede en Nueva Zelanda. El juego fue el n.° 1 en aplicaciones gratuitas en la App Store en 49 países y la aplicación n.° 1 tanto en el iPhone como en el iPad en los Estados Unidos. En septiembre de 2013, Scopely lanzó Wordly, un juego de ortografía que alcanzó el número 1 en la tabla de aplicaciones gratuitas principales en la App Store y fue el primer juego con modo para un jugador desarrollado por Scopely. En noviembre de 2013, la empresa lanzó el juego Skee-ball Skee-ball Arcade , que alcanzó el número 1 en general en la App Store.
En junio de 2014, Scopely lanzó Slots Vacation. En julio de 2014, Scopely adquirió Disco Bees de Space Inch. En abril de 2015, Scopely se asoció con Hasbro para lanzar el único juego Yahtzee con licencia oficial, Yahtzee With Buddies, en iOS, Android y Apple Watch. El juego vio más de 1 millón de descargas en sus primeros cuatro días. En 2016, Scopely lanzó Dice With Ellen, un juego de dados estilo Yahtzee con Ellen DeGeneres.
En mayo de 2015, Scopely firmó un acuerdo de asociación de varios años con Digit Games Studios de Irlanda. La colaboración condujo a la adquisición de Kings of the Realm, un juego MMO de estrategia de fantasía.
En agosto de 2015, Scopely se asoció con el creador de la serie The Walking Dead, Robert Kirkman, y Skybound Entertainment para crear The Walking Dead: Road to Survival, el primer juego móvil gratuito basado en las novelas gráficas. El juego vio 4 millones de descargas en su primera semana, fue uno de los 25 juegos más taquilleros en 17 países y se convirtió en el sexto juego número 1 consecutivo lanzado por Scopely. En 2017, The Walking Dead: Road to Survival de Scopely experimentó fallas inducidas por la programación que afectaron el uso del jugador y provocaron largos tiempos de espera para el emparejamiento. Los desarrolladores de juegos de Scopely se disculparon y ofrecieron artículos virtuales como compensación, pero algunos jugadores se quejaron del valor de esos regalos. A partir de 2018, 40 millones de personas han instalado el juego desde su lanzamiento.
En 2016, la compañía se asoció con Sony Pictures TV para lanzar Wheel of Fortune: Free Play , basado en el programa de televisión.
Scopely anunció una asociación con World Wrestling Entertainment en 2017 y lanzó el videojuego de combinación de fichas WWE Champions. Ganó un premio Webby por la voz del pueblo en la categoría de juegos deportivos.
En 2018, Scopely tuvo cuatro juegos con mayor recaudación: WWE Champions, The Walking Dead: Road to Survival, Wheel of Fortune: Free Play y Yahtzee With Buddies. En noviembre de 2018, Scopely lanzó Star Trek Fleet Command, en asociación con CBS Interactive y DIGIT Game Studios. En diciembre de 2018, Scopely lanzó Looney Tunes World of Mayhem, un juego de rol multijugador con personajes de Looney Tunes con licencia de Warner Bros. Interactive Entertainment, desarrollado en asociación con Aquiris Game Studio. El juego se descargó más de un millón de veces el día de su lanzamiento.
En 2019, la compañía compartió Star Trek Fleet Command superó los $50 millones en ingresos en cuatro meses.
En 2023, tras un acuerdo con Hasbro, desarrollaron el juego Monopoly Go. Este se ha convertido en uno de los mayores éxitos en lo que a juegos de móvil concierne, con más de 10 millones de jugadores en todo el mundo. Parte de su éxito se debe a las estrategias de gamificación, y que esta compañía destaca frente a sus campañas de marketing.
En 2025, tras un acuerdo con Niantic, comprá Pokémon GO, varios de sus juegos y aplicaciones, por 3,500 millones de dólares, el juego es muy popular y tiene más de 100 millones de jugadores en el mundo.

## Financiación
En 2013, Scopely recaudó una ronda inicial de 8,5 millones de dólares, dirigida por Anthem Venture Partners, con la participación de The Chernin Group, Greycroft Venture Partners y New Enterprise Associates. En 2014, Scopely recaudó una ronda de financiación Serie A de 35 millones de dólares, dirigida por Evolution Media. En 2016, Scopely recaudó $ 55 millones en fondos de la Serie B. En 2017, la empresa anunció 60 millones de dólares en financiación de la Serie C, liderada por Revolution Growth, y luego recaudó 100 millones de dólares adicionales de Greenspring Associates en 2018.
En 2019, la empresa anunció 200 millones de dólares en financiación de la Serie D, valorando la empresa en 1700 millones de dólares. En marzo de 2020, la empresa anunció otros 200 millones de dólares en financiación de la Serie D, valorando la empresa en 1900 millones de dólares.
En octubre de 2020, Scopely anunció $ 340 millones en financiamiento de la Serie E, valorando a la compañía en $ 3.3 mil millones.
En octubre de 2021, Scopely estaba valorado en 5400 millones de dólares.

### Lectura adicional
- Shields, Mike (2 de septiembre de 2015). «How Scopely and PewDiePie Got Four Million People To Download 'Walking Dead' Game in One Week». The Wall Street Journal.
- Boorstin, Julia (8 de marzo de 2016). «Scopely aims to build new kind of mobile game business». CNBC.
- Dave, Paresh (26 de julio de 2016). «Scopely, Kite & Lightning and Masterclass among week's L.A. tech highlights». Los Angeles Times.
- Takahashi, Dean (23 de marzo de 2014). «How Scopely is building a hit factory, one mobile game at a time (interview)». VentureBeat.